# George Ticknor
George Ticknor (Boston, 1791 - 1871) va ser un crític literari expert en literatura espanyola.
Nascut a Boston, va viure sempre lligat als cercles acadèmics, ocupat en difondre i estudiar la història de la literatura en llengua castellana. Va ser el primer a encunyar el terme segle d'or espanyol per referir-se al període d'esplendor creatiu que va culminar al segle xvii, terme que faria fotuna a la historiografia i que s'estendria a altres camps de l'art de la mateixa època. Es va cartejar amb un altre hispanista de renom, William Prescott.
La seva History of Spanish literature (1849), fou traduïda al castellà (Historia de la literatura de España) pels historiadors espanyols Pascual de Gayangos y Arce i Enrique de Vedia.

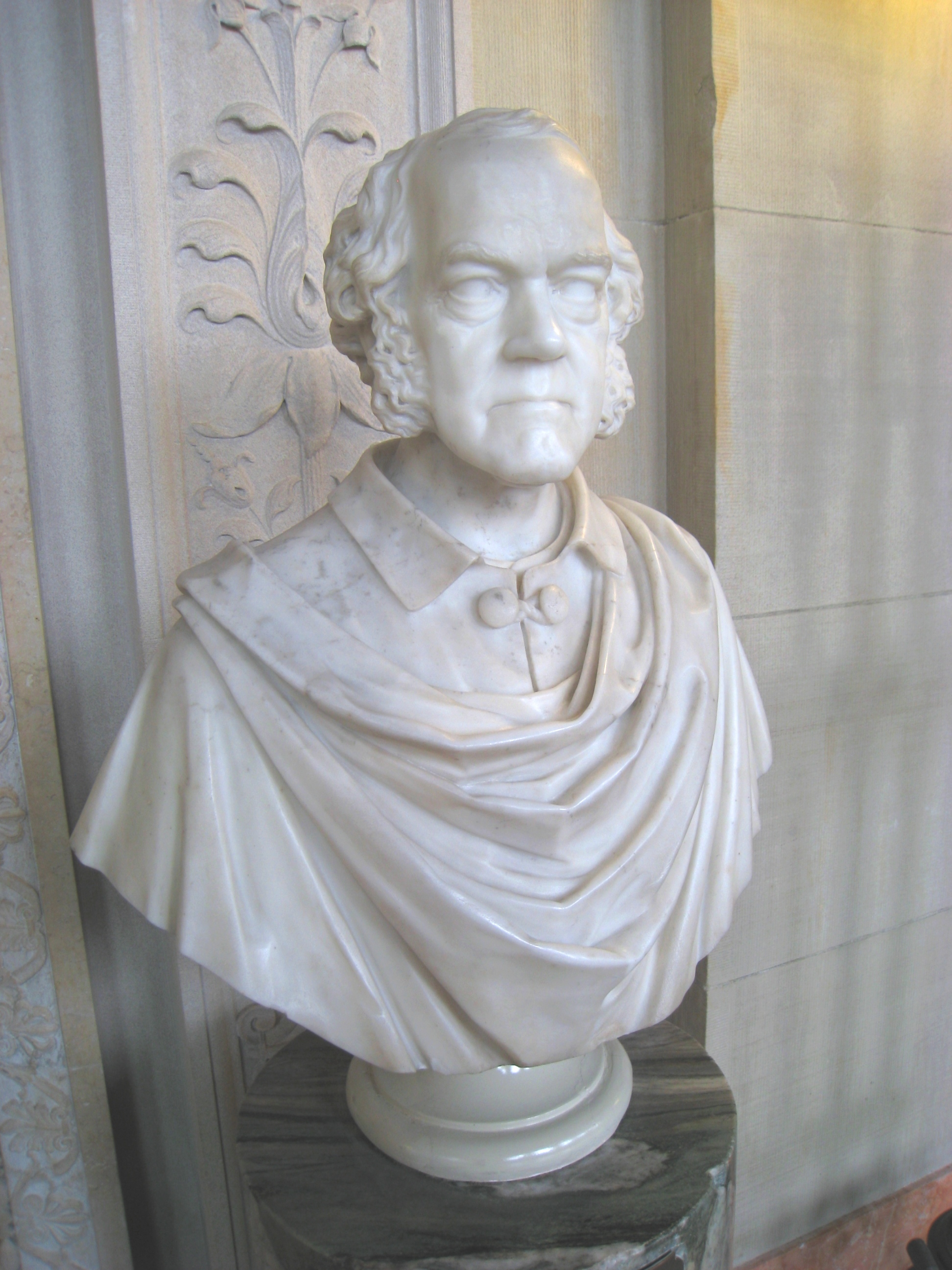
George Ticknor